# Campeonato Mundial de Atletismo em Pista Coberta de 2008 - Salto com vara feminino
A competição do salto com vara feminino do Campeonato Mundial de Atletismo em Pista Coberta de 2008, foi disputado no Palácio-Velódromo Luis Puig, em Valência.

## Medalhistas
| Ouro                   | Prata                     | Bronze                                   |
| Yelena Isinbaeva (RUS) | Jennifer Stuczynski (USA) | Fabiana Murer (BRA) · Monika Pyrek (POL) |

## Resultados

### Eliminatória
Qualificação:4,55 m (Q) ou os 8 melhores qualificados (q).
| Colocação | Atleta                  | Nacionalidade  | Altura  | Notas | Provas | Provas | Provas | Provas | Provas | Provas | Provas |
| Colocação | Atleta                  | Nacionalidade  | Altura  | Notas | 3.95   | 4.15   | 4.25   | 4.35   | 4.45   | 4.50   | 4.55   |
| --------- | ----------------------- | -------------- | ------- | ----- | ------ | ------ | ------ | ------ | ------ | ------ | ------ |
| 1         | Yelena Isinbaeva        | Rússia         | 4.55    | Q     | -      | -      | -      | -      | -      | -      | O      |
| 2         | Monika Pyrek            | Polónia        | 4.50    | q     | -      | -      | -      | O      | -      | O      | -      |
| 2         | Anna Battke             | Alemanha       | 4.50    | q     | -      | -      | O      | -      | O      | O      | -      |
| 4         | Jennifer Stuczynski     | Estados Unidos | 4.50    | q     | -      | -      | -      | -      | -      | XO     | -      |
| 4         | Fabiana Murer           | Brasil         | 4.50    | q     | -      | -      | -      | O      | O      | XO     | -      |
| 6         | Anna Rogowska           | Polónia        | 4.50    | q     | -      | -      | -      | XO     | -      | XXO    | -      |
| 7         | Svetlana Feofanova      | Rússia         | 4.45    | q     | -      | -      | -      | -      | O      | -      | -      |
| 8         | Naroa Agirre            | Espanha        | 4.45 SB | q     | O      | O      | XO     | O      | XXO    | XXX    |        |
| 8         | Pavla Rybová            | Chéquia        | 4.45    | q     | -      | O      | -      | XO     | XXO    | XXX    |        |
| 10        | Julia Hütter            | Alemanha       | 4.35    |       | -      | -      | XO     | O      | XXX    |        |        |
| 11        | Jillian Schwartz        | Estados Unidos | 4.35    |       | -      | -      | -      | XO     | XXX    |        |        |
| 12        | Elisabete Tavares Ansel | Portugal       | 4.25    |       | O      | O      | O      | XXX    |        |        |        |
| 13        | Joana Costa             | Brasil         | 4.15 PB |       | O      | XO     | XXX    |        |        |        |        |
| 13        | Nikoléta Kiriakopoúlou  | Grécia         | 4.15    |       | -      | XO     | XXX    |        |        |        |        |
|           | Natalya Kushch          | Ucrânia        | NM      |       | -      | -      | XXX    |        |        |        |        |
|           | Roslinda Samsu          | Malásia        | DNS     |       |        |        |        |        |        |        |        |

### Final
| Colocação         | Atleta              | Nacionalidade  | Altura  | Provas | Provas | Provas | Provas | Provas | Provas | Provas | Provas | Provas | Provas | Provas |
| Colocação         | Atleta              | Nacionalidade  | Altura  | 4.30   | 4.40   | 4.45   | 4.50   | 4.55   | 4.60   | 4.65   | 4.70   | 4.75   | 4.80   | 4.85   |
| ----------------- | ------------------- | -------------- | ------- | ------ | ------ | ------ | ------ | ------ | ------ | ------ | ------ | ------ | ------ | ------ |
| Medalha de ouro   | Yelena Isinbaeva    | Rússia         | 4.75    | -      | -      | -      | -      | -      | -      | O      | -      | O      | -      | XXX    |
| Medalha de prata  | Jennifer Stuczynski | Estados Unidos | 4.75 PB | -      | -      | -      | O      | -      | O      | -      | O      | XO     | -      | XXX    |
| Medalha de bronze | Fabiana Murer       | Brasil         | 4.70 AR | -      | O      | -      | O      | -      | O      | -      | O      | XXX    |        |        |
| Medalha de bronze | Monika Pyrek        | Polónia        | 4.70 SB | -      | O      | -      | -      | -      | O      | -      | O      | XXX    |        |        |
| 5                 | Svetlana Feofanova  | Rússia         | 4.60    | -      | O      | -      | O      | -      | O      | -      | X-     | XX     |        |        |
| 6                 | Anna Rogowska       | Polónia        | 4.55    | -      | O      | -      | -      | XO     | -      | X-     | XX     |        |        |        |
| 7                 | Pavla Rybová        | Chéquia        | 4.50    | XXO    | -      | XX-    | O      | XXX    |        |        |        |        |        |        |
| 8                 | Anna Battke         | Alemanha       | 4.45    | O      | -      | O      | -      | XXX    |        |        |        |        |        |        |
| 9                 | Naroa Agirre        | Espanha        | 4.40    | XXO    | O      | -      | XXX    |        |        |        |        |        |        |        |

Legenda
| Recorde mundial       | Recorde mundial (World record)               |                       | Recorde africano                      | Recorde africano (African) |                                           | Q | Classificado por posição (Qualified) |
| Recorde do campeonato | Recorde do campeonato (Championship record)  | Recorde da América    | Recorde da América (Americas)         | q                          | Classificado por melhor tempo (Qualified) |   |                                      |
| Melhor marca do ano   | Melhor marca do ano (World leading)          | Recorde asiático      | Recorde asiático (Asian)              | DNS                        | Não largou (Did not start)                |   |                                      |
| Recorde nacional      | Recorde nacional (National record)           | Recorde europeu       | Recorde europeu (European)            | DNF                        | Não terminou (Did not finish)             |   |                                      |
| Recorde pessoal       | Recorde pessoal do atleta (Personal best)    | Recorde da Oceania    | Recorde da Oceania (Oceania)          | DSQ / DQ                   | Desclassificado (Disqualified)            |   |                                      |
| Recorde da temporada  | Recorde da temporada do atleta (Season best) | Recorde sul-americano | Recorde sul-americano (South America) | NM                         | Sem marca (No mark)                       |   |                                      |